# Ebringen

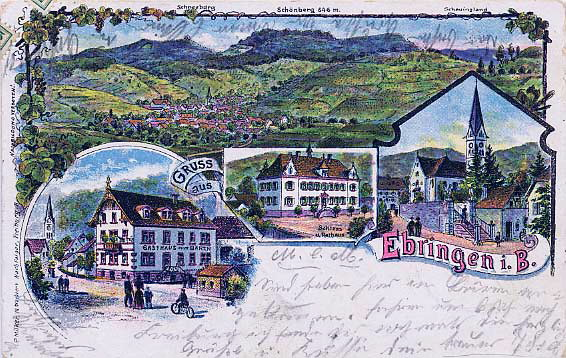
Pocztówka z Ebringen z 1910 r.

Ebringen (alem. Ebringe) – gmina w Niemczech, w kraju związkowym Badenia-Wirtembergia, w rejencji Fryburg, w regionie Südlicher Oberrhein, w powiecie Breisgau-Hochschwarzwald, wchodzi w skład wspólnoty administracyjnej Schallstadt. Leży ok. 5 km na południowy zachód od centrum Fryburga Bryzgowijskiego.